# 동물의 잠

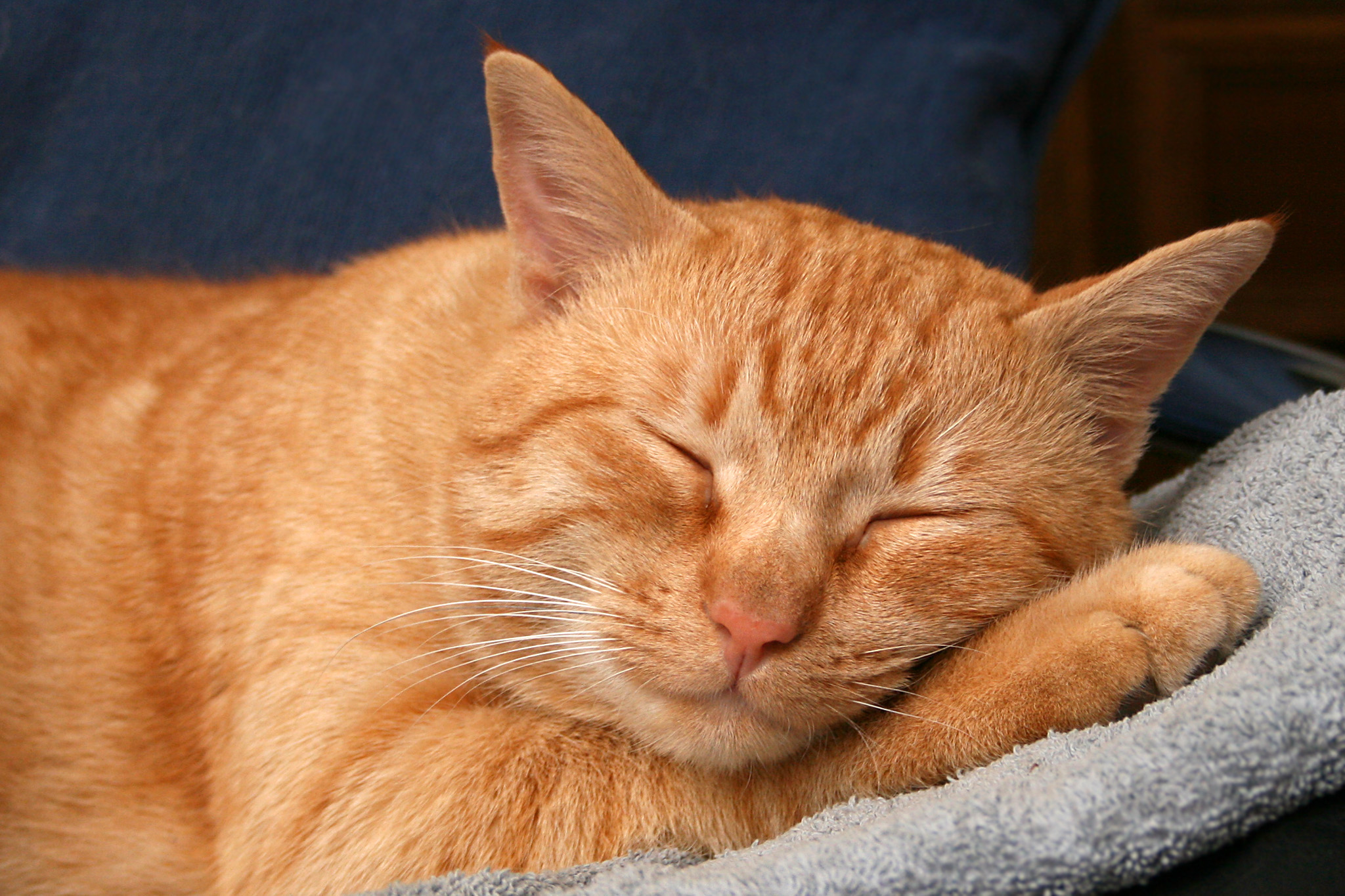
잠자는 고양이

동물의 수면(잠)은 무의식,무반응,부동상태와 같은 행동이나 생리 상태를 의미한다.겨울에 동물이 겨울잠을 자기도 한다.

## 정의
수면은 생리적이거나 행동적 정의로 정의할 수 있다. 생리적인 면에서는 일시적인 무의식, 특별한 뇌파 패턴, 산발적인 눈동자의 움직임, 낮은 근육 긴장도 등과 같은 상태를 나타낸다. 행동적인 정의로서 수면은 24시간을 기반으로 반복되는 자극에 대한 무반응이나 특정한 자세의 유지, 안전한 장소에 오랜 시간 머무는 것을 말할 수 있다. 수면의 생리적 정의는 조류나 포유류에 잘 적용이 되지만 일반적으로 행동적 정의로 좀 더 많이 설명이 된다. 단순한 동물에서는 행동적인 정의만 가능하지만 그것은 수면과 깨어있는 상태를 구분하기에 충분한 증거가 될 수 없을 수도 있다.

## 다양한 동물들의 수면

### 무척추동물의 수면
수면은 오래된 진화학적 설명의 뿌리라고 여겨졌다. 꼬마 선충은 잠을 자는 상태가 관찰되었던 가장 원시적인 유기체로 알려져 있다.
moult를 하는 과정의 짧은 시간에 일어나는 lethargus단계는 수면 발달과정과 관련 있다는 것을 말해준다. 더불어 Raizen의 결과는 신경시스템을 변화시킨다고 밝혔다.
무척추동물에서의 전기생리학적인 수면연구는 복잡하다. 하지만 초파리 같은 단순한 동물에서도 수면이 나타나며 그 상태의 조직적인 수면의 방해는 인지의불능을 일으킨다. 초파리에서 인지기능을 관찰하는 몇 가지 방법이 있다. 일반적인 방법은 터널끝에 빛이나 어둠을 제공하고 어느 쪽을 더 선호하는지 보는 실험이다. 보통 파리는 빛에 끌리게 되지만 어두운 터널끝에 설탕을 놓아두게 되면 파리는 어두운 터널을 선택한다.
수면이 감소된 파리는 위와 같은 학습에 더 많은 시간이 필요하고 학습을 하더라도 더 빨리 잊어버린다.
만약에 절지동물을 실험을 위해 정상적 보다 더 긴 시간을 깨어있게 한다면 휴식시간이 더 연장될 것이다. 바퀴벌레는 더듬이가 밑으로 내려가게 되고 외부 자극에 대한 민감도도 감소하며 그 정도에 따라 휴식을 해야 하는 시간이 결정된다.
수면은 가재에서도 설명되어왔다. 수면시 수동적으로 변하며 감각적 자극에 대한 한계가 증가하고 깨어있을 때와는 확연히 달라지는 EEG패턴 변화가 일어난다.

### 어류와 파충류의 수면
어류의 수면은 아직 폭넓게 연구되지 않았다. 모래에 살거나 계속적으로 헤엄을 쳐야 하는 몇몇의 어류종에서는 잠을 자지 않는다고 알려지고 있다. 또한 시력을 사용하지 않으면서 동굴과 같은 서식지를 찾아 사는 종에서도 그들의 수면에 대해서는 명확히 알려진 것이 없다.
하지만 위와 다른 어류중에는 수면을 하는 것이 있다. 예를 들자면 zebrafish, tilapia, tench, brown bullhead, swell shark와 같은 종은 밤에 수면을 위해 움직임을 멈춘다. Spanish hogfish와 blue heded wrasse는 수면 위까지 들어올려도 반응이 없다. 유럽 공공 수족관에서 약 200여 종을 연구한 1961년 실험은 어류에서도 많은 종류의 수면 형태가 있다고 밝혔다. 반면에 이주를 하는 기간, 산란 시기 그리고 양육을 하는 시기에는 수면을 하는 패턴이 사라질 수 있고 감소할 수 있다.
파충류에서는 뇌의 전기적인 활동이 수면을 하는 동안 나타난다. 하지만 EEG 패턴은 다른 동물에서 발견된 것과 다르다. 파충류에서는 수면의 박탈과 함께 수면 시간이 증가하고 보통의 수면과 비교해서 수면을 박탈당해 적은 시간의 수면을 할 때에는 수면에서 깨어 나는데 평소보다 더 강한 자극이 필요하다. 이것은 박탈된 수면에 대한 보상적인 행동으로 보인다.

### 조류의 수면
조류와 포유류의 수면은 수면이 온혈동물에서 REM과 NREM으로 나뉘어 함께 진화했다는 점에서 유사점이 있다. 포유류와 유사하게 조류에서도 감소된 수면에 대한 보상이 한번 수면을 할 때 더 깊은 수면을 하거나 아니면 좀 더 강력한 SWS(slow-wave sleep)를 보이는 것으로 일어난다.
조류는 REM과 NREM 수면을 하며 포유류와 유사한 EEG패턴을 갖는다. 조류의 종이 다르다면 수면의 시간(양)도 차이가 나지만 포유류에서 보이는 수면과 체 질량, 뇌 질량, 상대적인 뇌 질량, 기저가 되는 대사와 수면 시간과의 상관성은 나타나지 않는다. 수면시간에대한 가장 명백한 변화요인으로 설명되는 것은 포식자에게 얼마만큼 노출되어 있느냐 하는 환경요인이며 위협이 클수록 깊은 잠에 덜 빠지게 된다.
수생 포유류와 함께하는 조류의 특징은 반구수면을 할 수 있는 능력이 있다는 것이다. 반구수면은 한쪽 반구가 깨어있는동안 나머지 반구가 잠을 자는 수면이다. 한쪽의 반구가 잠을잘 때 그 반대쪽 눈이 감겨지게 된다. 두 반구사이 수면의 분배와 반구수면의 시간(양)은 깨어있는 동안 어느 쪽의 뇌가 가장 활동적인지로 결정이 되며(가장 활동적인 부분의 뇌가 깊게 수면함) 또한 포식자로부터의 공격 위험에 의해서도 결정이 된다.
오리무리의 가까운 주변에는 포식자의 공격을 감지하는 역할을 하는 오리가 있다. 이 오리는 좀 더 많은 반구수면을 하며 뜨고 있는 눈으로 위험에 대해 반응을 한다.
철새에서는 수면의 해석이 약간 다르다. 주된 논란은 철새가 날고 이는 상태에서 수면을 하는지 안하는지이다. 이론적으로 특정 유형의 수면은 날고 있는 동안 가능하지만 날고 있는 동안의 기술적인 어려움이 뇌활동 저장을 방해한다.

### 포유류의 수면
다른 종의 동물은 각각 다른 양의 수면을 취한다. 박쥐와 같은 몇몇의 동물은 하루에 18-20시간의 수면을 한다. 반면에 얼룩말을 포함한 다른 동물들은 하루에 3-4시간 정도밖에 자지 않는다. 심지어 가까운 종 사이에서도 수면의 양은 크게 다를 수 있다. 그리고 실험실과 야외에서도 차이가 난다. 예를 들어 1983년 사육실의 나무늘보는 하루에 거의 16시간의 수면을 했지만 2008년 작은 신경생리학적 레코드가 발견되고 나서 야생에서의 나무늘보를 관찰했을 때 하루 9.6시간을 자는 것이 알려졌다.
조류로 말할 것 같으면, 포유류(특별히 몇몇을 제외하고)는 주로 2가지의 필수적인 수면 상태, REM과 NREM단계를 갖는다. 동물들의 먹이 습성은 수면의 길이와 연관되어 있다. 육식동물은 수면의 요구량이 높고 잡식동물에서는 비교적 낮으며 초식동물에서는 가장 낮다. 인간은 다른 동물들에 비해서 특이하게 많거나 적은 수면 시간을 가지지만 많은 잡식성 동물에 비해서는 적은 잠을 잔다. Ruminantia(cattle과 비슷)같은 초식동물들은 깨어있는 시간의 많은 부분을 수면에서 완전히 깨지 않은 졸린 상태로 지낸다. 이것은 아마도 그들의 상대적으로 낮은 수면 시간의 필요성을 부분적으로 설명할 수 있는 부분일 것이다. 잡식 동물에서 직접적인 연관성은 큰 동물이 작은 동물에서보다 더 긴 잠을 자는 것에서 볼 수 있듯이 체 질량과 수면시간에서 나타난다. 이 연관성은 동물에서 각각의 수면시간이 다름을 25%정도 설명할 수 있다고 한다. 또한 특별한 수면 사이클은 동물의 크기와 관련있다. 평균적으로 몸집이 큰 동물일수록 긴 주기의 수면 사이클을 갖는다. 수면의 양은 기저가 되는 대사, 뇌 질량 그리고 상대적인 뇌 질량과도 관련이 있다.
잘 발달된 체내 조절 시스템을 가지고 태어나는 말이나 얼룩말과 같은 포유류는 고양이나 쥐와 같이 덜 발달된 채 태어나는 포유류에 비해 적은 양의 REM수면을 하는 경향이 있다. 이것은 대부분의 포유류 종에서 REM 수면의 필요성이 성체보다는 바로 막 태어나 발달중인 상태에서 더 크다는 것을 보여준다.
24시간 이상 사육되고 있는 다양한 포유류에서 상대적인 평균 수면 시간은 다음과 같다. 말 2.9시간, 코끼리 3시간, 소 4시간 얼룩말 4.5시간, 말 8시간, 토끼 8.4시간, 침팬지 9.7시간, 붉은 여우 9.8시간, 개 10.1시간, 집쥐 12.5시간, 고양이 12.5시간, 사자 13.5시간, 오리너구리 14시간, 얼룩 다람쥐 15시간, Giant armadillo 18.1시간, 갈색 박쥐 19.9시간이다. 이렇게 수면시간이 상당히 다양하게 나타나는 이유 중 하나는 박쥐나 설치류와 같이 숨어서 낮잠을 자는 포유류는 더 길고 깊게 잠을 잘 수 있기 때문이다. 사자는 포식자에 대해 다른 동물보다 훨씬 적은 위험을 가지고 있기 때문에 상대적으로 오랜 수면을 하며 반면에 코끼리 같은 경우는 그들의 거대한 몸을 유지하기 위해 거의 모든 시간을 먹는데 소비하기 위해 수면시간이 상대적으로 적다. 작은 갈색 박쥐는 먹이가 되는 곤충이 많은 몇 시간을 제외하고서는 에너지를 아끼고, 오리너구리는 그들의 먹이인 높은 에너지를 가진 갑각류를 먹기 때문에 다른 포유류처럼 많은 시간을 깨어 있을 필요가 없다.

### 단공류의 수면
알을 낳는 단공류는 진화적으로 가장 오래된 포유류 그룹이라고 여겨진다. 단공류는 포유류 수면에서 특별히 흥미로운 주제로 인식되었다. 단공류에 대한 초기 연구는 REM 수면에 대한 증거를 명백히 알아낼 수 없었다. 처음에는 그러한 수면 상태가 단공류에서는 존재하지 않는 것이 아니라 발달한 결과라고 가정했다. 하지만 단공류에서의 EEG 단계가 포유류에서의 REM 수면상태의 패턴과 비슷하다는 것이 알려졌다. 사실 REM 수면에 대해서는 오리너구리에서 많이 알려졌다. 오리너구리의 평균적인 수면 시간은 14시간 정도이다. “왜그럴까? 아마도 적은 양으로도 높은 칼로리를 가진 갑각류가 먹이이기 때문일 것이다.”

### 수생동물의 수면
바다표범과 고래는 수생동물에 속한다. 바다표범은 소리를 들을 수 없는 것과 소리를 들을 수 있는 바다표범으로 나눌 수 있고 이것은 수중에서 수면의 차이를 설명할 수 있는 기반이 된다. 고래처럼 소리를 들을 수 있는 바다표범은 단일반구 수면을 한다. 그들이 수면위로 올라와 숨을 쉴 때 한쪽의 뇌는 수면상태를 유지하고 깨지 않는다. 바다표범의 반구가 느린 파장 수면(Slow-wave sleep)을 보일 때 반대쪽의 반구는 지느러미 발과 수염을 움직인다. 수중에서 바다표범은 대부분 REM 수면을 보이지 않고 REM 수면 없이 1-2주 정도 유지할 수 있다. 그들이 육지에 닿는 순간 육지 포유류와 비슷하게 양쪽의 뇌가 REM 수면과 NREM 수면으로 바뀐다.
소리를 듣지 못하는 바다표범은 다른 포유류와 같이 수중, 수면 위, 그리고 육지에서 양반구적으로 수면한다. 그들은 수중에서 잠을 자는 동안 숨쉬는 것을 참고 규칙적으로 일어나 수면으로 올라가 숨을 쉰다. 또한 비공을 수면 위로 드러내 놓고 REM 수면을 하기도 하지만 수중에서는 REM 수면을 하지 않는다.
돌고래종 중 하나인 둥근 머리 돌고래에서도 REM 수면이 관찰되었다. 고래는 REM 수면을 하지 않는 것으로 보이고 그것 때문에 문제가 되는 것도 아닌 것으로 보인다. REM 수면이 해양환경에서 어려운 이유는 그것이 규칙적으로 숨을 쉴 필요가 있는 골격근의 기능적인 마비를 가져올 수 있는 근육의 무긴장을 유발하기 때문이다.

## 단일반구수면
주요 논문 : 단일반구적인 느린 파장 수면(slow-wave sleep)
단일반구 수면이라는 것은 오직 뇌의 한쪽만 잠을 자는 것을 말한다. 그 현상은 새와 고래와 같은 수중 포유류에게 관찰되며 뿐만 아니라 몇몇의 파충류에게도 나타난다. 일반적으로 수면을 하게 되면 날지 못하게 되는 것이나 물위로 올라와 숨을 쉬지 못하는 경우와 같은 환경의 자극이나 위협에 대처할 수 없게 되기 때문에 생명을 유지할 수 있는 반구수면이 발달하게 되었다. 오직 NREM 수면만 반구적으로 존재하며 계속적으로 양쪽의 뇌가 번갈아 가며 반구수면을 하는 것으로 알려져 있다. 동물에서 존재하는 반구수면은 한쪽의 뇌가 깊은 잠을 자는 동시에 다른 한쪽의 뇌가 깨어있는 것이나 한쪽의 뇌가 얕은 잠을 자고 다른 쪽의 뇌가 깨어있는 것까지 포함한다. 반구수면을 하는 동물에서 두 반구가 자유롭게 잠을 잘 수 있을 때 만약에 하나의 반구가 선택적으로 잠을 자지 않게 되면 그만큼의 양의 수면이 수면을 하지 못한 반구에서 선택적으로 증가한다.
신경생물학적인 배경에서의 반구수면은 여전히 명백히 알려지지 않고 있다. 고양이의 왼쪽 반구와 오른쪽 반구 사이 뇌간 연결 실험에서 두 개의 반구가 서로 비독립적으로 잠을 잘 수 있는 비동기화된 EEG를 나타낸다. 고양이에서 하나의 반구가 NREM 잠을 자고 다른 하나는 깨어있는 상태가 보였고 또한 한쪽의 반구가 NREM 잠을 자고 동시에 다른 한쪽은 REM으로 자는 것이 관찰되기도 했다.
흥미롭게도 고양이는 하나의 반구가 깨어있는 상태에서 다른 쪽의 반구가 REM잠을 자는 것이 발견되지 않았었다. 이것은 REM 잠에 대해 알려주는 것이며 REM이 반구수면적으로는 일어나지 않는 다는 것을 말해준다.
반구수면은 잠의 필요성에 대한 논쟁을 일으켜왔지만 잠이 없이면 어떤 동물이라도 발달할 수 있는 능력을 가질 수 없다는 것을 명백히 했다.

## 동면동물의 수면
무기력한 상태에서 동면하는 동물들의 잠은 일반적인 잠과 다르다. 동면은 잠의 필요성을 감소시키지만 아예 그 필요성이 없는 것은 아니다. 동면하는 동물들은 겨울 동안 여러 번의 동면을 끝내고 잠을 잔다.

## 같이 보기
- 잠